# Trạch Thủy Khốn
Quẻ Trạch Thủy Khốn, đồ hình:|:||: còn gọi là quẻ Khốn (困 kun4), là quẻ thứ 47 trong Kinh Dịch.
- Nội quái là ☵ (:|: 坎 kan3) Khảm hay Nước (水).
- Ngoại quái là ☱ (||: 兌 dui4) Đoài hay Đầm (澤).

Giải nghĩa: Nguy dã. Nguy lo. Cùng quẫn, bị người làm ác, lo lắng, cùng khổ, mệt mỏi, nguy cấp, lo hiểm nạn. Thủ kỷ đãi thời chi tượng: tượng giữ mình đợi thời.